# 알바 왕국의 기원

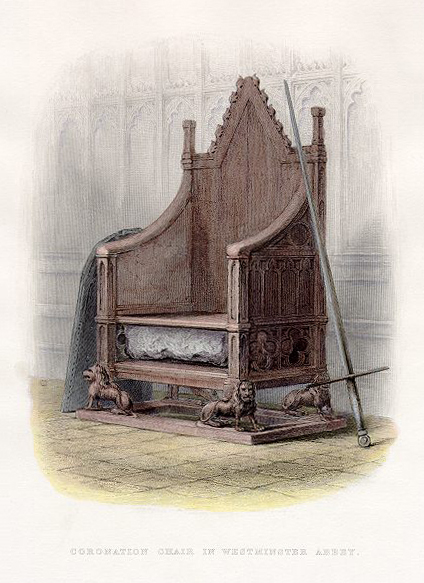
알바 왕국의 대관석으로 사용된 스콘석은 대표적인 게일인 국가 아일랜드의 리어 팔과 유사성이 현저하다. 그림은 1855년 웨스트민스터 사원의 대관왕좌 좌면 아래에 들어간 스콘석의 모습.

알바 왕국은 스코틀랜드의 게일인 왕국으로서, 스코틀랜드의 중세 성기사를 특징짓는 정체이자 이후 스코틀랜드 왕국의 전신이 되었다. 이 나라가 중세 전기를 거치면서 어떻게 형성된 것인지 그 과정에 대해서는 신화적으로나 역사적으로나 제설이 있다.

## 통설들과 사학사
스코트인의 기원이 무엇인지는 수 세기 동안 여러 가지 추측이 난무한 영역이었다. 개중에는 월터 보우어의 『스코티크로니콘』처럼 황당무계한 것도 있다. 15세기 잉콜름 수도원의 원장이었던 보우어는 이집트 파라오의 왕녀 스코타가 이베리아반도와 아일랜드를 거쳐 스코틀랜드에 도착했으며 스코트인은 그 후손이라고 주장했다. 이런 이야기는 옆동네들의 『브리튼인의 역사』, 『브리타니아 열왕사』, 『에린 침략의 서』의 영향을 받은 것임이 명백해 보이며, 더 거슬러 올라가면 로마인이 트로이아인의 후손이라고 주장한 베르길리우스의 『아이네이스』, 그리고 성경의 히브리인 신화까지 맥이 닿는다.
생펠릭스 수도원 원장 카흐로 드 메츠의 성인전을 쓴 작가는, 카흐로의 출신 민족인 게일인의 신화적 기원에 관해 다음과 같이 논했다. 게일인들은 픽트인들과 여러 차례 전투를 벌인 끝에 아일랜드를 정복했으며, 이후 브리튼을 침공해 정복했다. 그들의 대장은 넬(Nel, 게일어로 니얼Niall)이라는 스파르타인이었는데, 넬은 이집트인 아내 스코타의 이름을 정복한 땅에 붙였다. 마찬가지로 허무맹랑한 이야기지만, 이 이야기는 980년대라는 지극히 이른 시기에 기록되었으며, 카흐로가 스코틀랜드 게일인이기 때문에 스코틀랜드 현지에서 건너온 이야기임이 시사된다는 점들이 매우 중요하다. 성인전에 따르면 카흐로는 아일랜드의 아마에서 공부한 뒤 스코틀랜드로 귀국하여 카우산틴 2세를 섬겼다. 카우산틴 2세는 어스트라드클리드 국왕 더픈왈에게 카흐로를 소개시켜주었고, 카흐로는 어스트라드클리드에서 바이킹이 지배하던 잉글랜드를 거쳐 유럽 대륙으로 건너왔다.
중세 스코틀랜드의 족보들에서는 스코트인의 시조를 달 리어타 연맹왕국의 전설적인 창업군주 페르구스 모르 막 에르크로 비정했다. 『알바인의 역사』에도 페르구스 신화가 전해진다. 『알바인의 역사』는 7세기 문헌으로 카흐로 성인전보다 더 오래된 것이다. 여기에 부록으로 붙은 「알바 족보서」에는 최대 카우산틴 3세까지의(몇몇 판본에서는 그보다 후대까지도 나온다) 게일인 군주들의 족보를 기록하고 있다. 이 족보서가 『알바인의 역사』에 추가된 시기는 11세기 초로 추측된다. 말 콜룸 3세 치세에 쓰여진 「알바인의 노래」에서는 이 전통이 더 강화된다. 여기서는 픽트인의 초기 역사를 거론한 뒤, "코나러(Conaire)의 후손들", 즉 게일인들이 픽트인을 정복한 것을 찬양한다. 그리고 스코틀랜드의 게일인 국왕들의 시조를 페르구스 막 에르크로 비정한다. 페르구스보다 더 위로 족보를 추적하지는 않는데, 한 쌍으로 지어진 「에린인의 노래」에서 이미 게일인의 시조가 이집트를 거쳐온스키타이인이라고 서술했기 때문이다.
상술한 신화적 전통은 1320년 작성된 스코틀랜드의 독립선언서 『아르브로스 선언』에도 반영되었다. 심지어 근세 사람인 제임스 6세도 페르구스를 자기 조상으로 여겼으며, 자기 입으로 스스로를 “페르구스 종족의 군주(Monarch sprunge of Ferguse race)”라고 말했다.

### 고트 vs. 게일 패러다임
근세시대 스코틀랜드에 만연한 광대한 문화-언어적 골과 앵글로-스코틀랜드 동군연합, 그리고 자코바이트의 난 같은 사건들의 맥락 속에서 "고트 vs. 게일" 모형이 18세기에 출현해 발달하게 되었다. 사실 이 도식은 중세 말기에서부터 비롯된 것이다.
중세 말기, 스코트인의 왕의 봉신들 중 서게르만어 구사자들이 스스로를 스코트인으로 여기게 되면서 자기들이 구사하는 언어(영어의 스코틀랜드 방언)를 "스코트어"라고 부르게 되었다. 그러면서 본래 게일계 스코트인들이 구사하던 "스코트어"는 스코트어가 아닌 "에르세어"라고 불리게 되었다. 종래의 관념에서 스코틀랜드는 아일랜드의 게일인들이 브리튼섬 북부에 건너와 세운 나라였고, "스코트인"과 "게일인"은 중세 성기까지 같은 개념이었다. 그런데 중세 말기의 변화로 인하여 "스코트인"과 "게일인" 사이에 민족적 연속성이 해리되기 시작한 것이다. 종교개혁, 잉글랜드와의 동군연합, 그리고 잉글랜드의 아일랜드 게일인들에 대한 편견이 스코틀랜드 게일인들에게까지 적용된 것 등이 모두 이런 추세에 중요한 요인으로 작용했다.
고트 vs. 게일 논쟁은 스코틀랜드의 역사에서 게르만적 부분과 켈트적 부분 중 어느 쪽이 더 중요하냐는 논쟁이었다고 요약될 수 있다. 게르만파(Germanicists) 또는 고트파(Gothicists)는 "스코트인" 정체성으로부터 게일인과 게일스러운 요소들을 분리하고자 했다. 극단적인 사례로 존 핑커튼 같은 사람이 있다. 핑커튼은 게르만족 우월주의자로서 저지 스코틀랜드의 민족과 언어는 고트인 및 고트어에서 비롯되었다고 열정적으로 주장했다. 핑커튼은 "고트어를 구사하는 픽트인"이라는 가공의 민족을 실화로 만들기 위해서 고대의 이야기까지 날조했다. 19세기에 윌리엄 포브스 스콘 등이 스코틀랜드 중세사에 근대 역사학의 엄밀한 잣대를 들이대면서 게르만파의 주장은 파훼되었지만, 스코틀랜드 중세사를 이해하는 대중적 관점은 이미 게르만파에 의해 상당히 오염된 뒤였다. 예컨대, 몇몇 대중사학자들은 말 콜룸 3세가 잉글랜드 왕녀인 성녀 마거릿을 왕비로 맞으면서 그 치세에 저지 스코틀랜드에서는 영어가 공용어가 되었다고 설명한다. 하지만 실제로는 전혀 그렇지 않았고, 저지 스코틀랜드에서 영어가 주로 쓰이기 시작한 것은 말 콜룸 3세로부터 수백년 뒤의 이야기다.

## 실증적 접근
픽트랜드에 게일인 왕들이 있었느냐는 문제는 이제는 의문의 여지가 없다. 픽트인의 왕 네크탄 4세는 게일인 군벌 다르가르트 막 핑기너와 픽트인 왕녀 데르일레이의 아들이었다. 네크탄 4세 이전에도 게일인 출신의 왕이 있었을 수 있다. 또, 픽트인의 왕 브리데 3세에게 바치는 게일인 애가가 있는데, 동시대인인 이오나 수도원장 아돔나누스 히엔시스가 썼다고 (근거는 미약하지만) 전해진다. 브리데 3세가 685년 5월 20일 둔 네크탄 전투에서 노섬브리아인들에게 승리한 것을 찬양한 시도 있는데, 이 시는 방고르 수도원장 리어갈(880년 몰)이 썼다고 한다. 픽트인의 왕을 찬양하는 시들을 게일어로 썼다는 것은 왕이 게일어를 구사했음을 의미한다.
8세기 초의 픽트인의 왕 옹구스 1세 막 페르구사는 달 리어타를 정복하여 대왕으로 평가받았다. 픽트인의 왕사에는 "오누이스트(Onuist)", "우르구이스트(Urguist)" 같은 이름들도 나타나기 때문에, "옹구스"나 "페르구스" 같은 게일어 이름들은 이 픽트어 이름들이 게일어로 기록된 것에 지나지 않는다고 주장하는 언어학자나 역사학자도 있다. 하지만 이 이름들은 브리튼어군에서는 매우 드물게 나타난다. 게다가 픽트랜드의 심장부인 포르테비오트 근교에서 발견된 두플린 십자가(8세기 말-9세기 초 유물)에 새겨진 명문에서 카우산틴 막 페르구사를 “ CV[…]NTIN / FILIUSFIRCU / S”라고 지칭하고 있다. 정말 당대에는 픽트어로 불리던 이름이 기록만 게일어로 된 것이라면, 해당 왕과 동시대의 유물에부터 이미 명백한 게일어 형태(F로 시작)가 나타나는 것은 이상하다. 그러므로 적어도 후기의 픽트인의 왕들은 게일어를 자신의 모국어로 구사했다고 보아야 할 것이다.

### 머리가 된 포르트루?
세인트앤드루스 대학교의 역사학자 알렉스 울프는 그전까지 스트래세른에 있었다고 비정되던 포르트루 왕국의 위치를 마운스(Mounth; 그램피언 산맥) 북쪽으로 수정했다. 이렇게 수정한 이유는 포르트루 사람들이 스트래세른에서 전투했다는 기록 때문이다. 전투는 전투를 벌이는 양쪽 중 한쪽의 영토 바깥에서 일어나기 마련이다. 『앵글로색슨 연대기』에서도 포르트루가 마운스 북쪽, 콜룸바 히엔시스가 방문한 일대에 있다고 했다. 그렇다면 포르트루는 머리(Moray)와 로스(Ross), 어쩌면 마르(Mar)와 버컨(Buchan)까지 포함하는 영역에 있었을 것이다.
포르트루의 위치를 북쪽으로 교정한다면 바이킹의 중요성이 커진다. 스코틀랜드에서 바이킹의 영향은 남쪽보다 북쪽에서 더 컸고, 북쪽에서는 바이킹들이 영구적인 정착지를 세우기도 했다.

### 알바가 된 픽트랜드
게일어로 스코틀랜드를 의미하는 "알바(Alba)"라는 이름이 픽트랜드를 가리키는 픽트어 이름을 번역한 것일 가능성도 있다. 웨일스어에서도 픽트인들을 가리킬 때 브리튼인을 의미하는 고어를 사용해 브리수어르(웨일스어: Brithwyr)라고 불렀다. 그러니 픽트인들 스스로 자기들을 부를 때 그렇게 불렀을 가능성, 또는 처음부터는 아니더라도 나중에 그렇게 되었을 가능성이 있는 것이다. "알바"는 분명히 고대 게일어이고, 그래서 "알바"가 무언가의 게일어 번역어라는 설은 타당성이 있다. 픽트인들의 땅, 즉 오늘날의 스코틀랜드가 "알바"라고 이름이 바뀌기 시작한 것은 10세기 초부터다. 이 즈음 카우산틴 2세가 "픽트" 교회를 "스코트화"하기 시작했다고 하며, 또한 바이킹의 노략질도 이 시기가 절정기였다. 그 뒤에 기록된 문헌들, 특히 『알바 열왕연대기』나 포플턴 필사본 같은 것들에서는 아예 게일인 군주인 키나드 1세가 건너와서 픽트인들을 그냥 정복해 버렸다고 서술하게 된다. 이것이 스코틀랜드의 건국에 관한 가장 전통적인 설명이지만 정말 그랬는지는 알 수 없다. 그저 확실한 것은 900년 이전에 크리헨투어흐(Cruithentuath, 픽트랜드의 게일어 이름)가, (어쩌면 포르트루도) 게일어를 구사하는 "알바"가 되었다는 것 뿐이다.